# Etymologiae

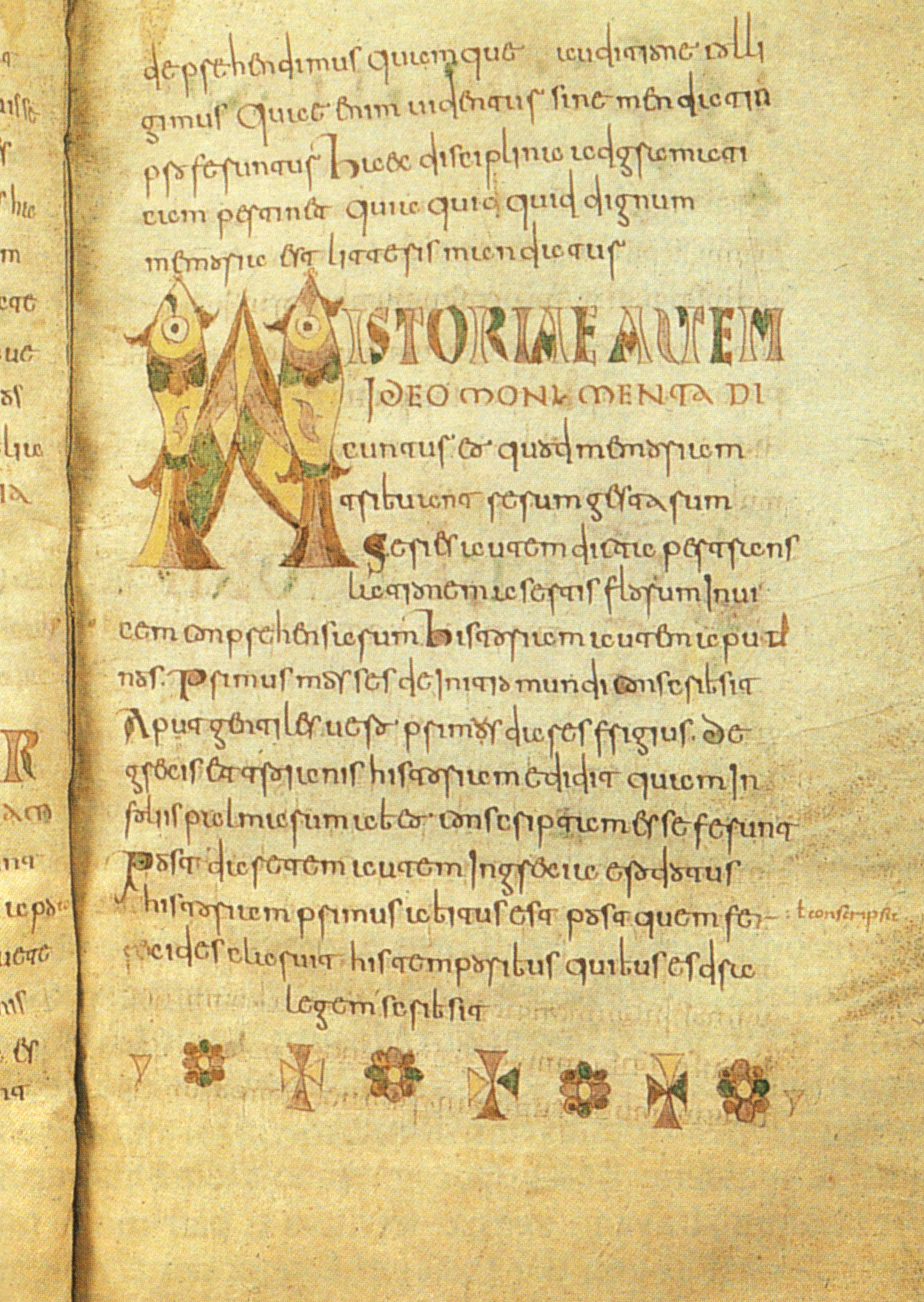
Page des Étymologies, manuscrit carolingien du VIII, Bruxelles, Bibliothèque royale de Belgique.

Etymologiarum libri viginti communément appelée Etymologiae ou Origines est une encyclopédie qu'Isidore de Séville (560-636) a rédigée vers la fin de sa vie. L'ouvrage compte 20 livres et 448 chapitres (soit environ 100 000 mots). Extrêmement populaire durant tout le Moyen Âge, avec plus de 1 000 manuscrits conservés, il sera encore réédité à la Renaissance, où l'on compte plus de dix éditions entre 1470 et 1580.
Même si Isidore était évêque, le plan qu'il suit n'est en rien influencé par la religion. Les sources consultées, évaluées à 154, sont exclusivement latines, mais puisent aussi bien chez les auteurs païens (Aristote, Virgile, Cicéron, Caton, Varron, Horace, Catulle, Juvénal, Martial, Ovide, Suétone, Salluste, etc.) que chez les chrétiens — Jérôme, Cyrille d'Alexandrie, Eusèbe de Césarée, Théophile d'Alexandrie, Hippolyte de Rome.

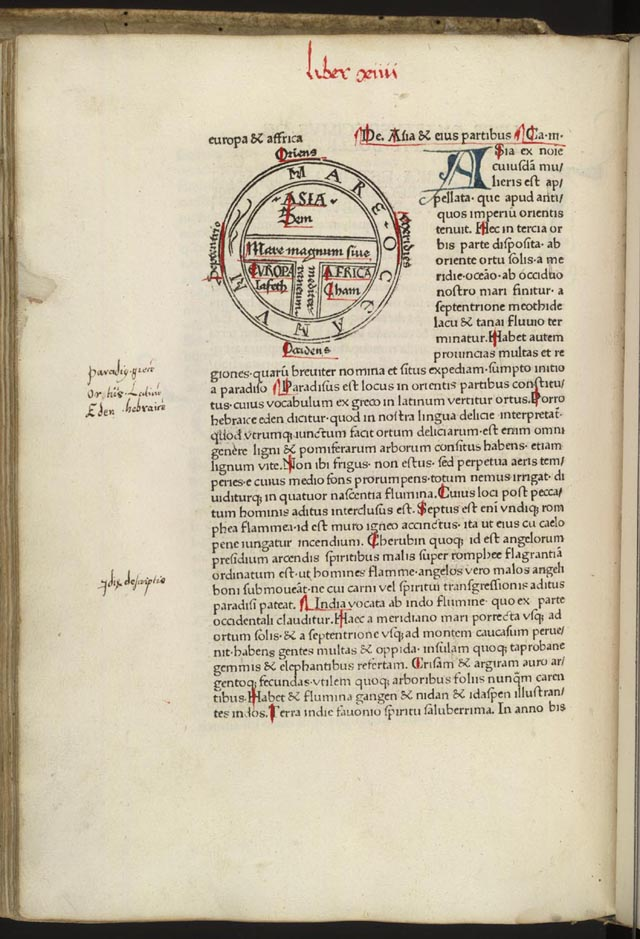
Première édition imprimée de 1472 (par Guntherus Zainer, Augsbourg), page de titre du livre 14 (de terra et partibus), illustrée avec une carte en T.

## Méthode

### Sources
L’étymologie est au cœur de la pensée pré-scientifique d’Isidore. En cela, ce dernier ne fait que s'inscrire dans une tradition très ancienne, en vertu de laquelle l'étymologie livrerait le vrai sens d'un mot et révèlerait le caractère intrinsèque de ce qu'un mot désigne. Au IIe siècle av. J.-C., Apollodore d'Athènes et Apollodore d'Ixion ont écrit des traités sur la question. À Rome, le savoir étymologique s'est développé en même temps que la compilation d'encyclopédies. Varron, en plus de ses travaux encyclopédiques, a consacré plusieurs chapitres de son livre De lingua latina aux étymologies, mais ceux-ci sont perdus et il est douteux qu'Isidore y ait eu accès. À l'exception de la médecine, on note, après le Ier siècle, un déclin de la recherche originale à Rome et les ouvrages encyclopédiques s'intéressent davantage à définir les termes plutôt qu'à décrire les fondements théoriques des sciences ou le fonctionnement des techniques. S'appuyant sur des ouvrages antérieurs, Isidore a ainsi accès, surtout indirectement, à des travaux qui peuvent remonter jusqu'à 800 ans avant lui.

### Exemples
Cette méthode étymologique peut surprendre. À titre d’exemple, il écrit que le peuple des Saxons a été appelé ainsi parce que c’est la race d’hommes la plus dure et la plus courageuse  (durum et validissimum genus hominum (IX, 2, 100)). La proximité des mots saxo (« saxon ») et saxum (« roc ») lui permet d’identifier la qualité essentielle des Saxons dont le nom serait dérivé du mot « roc ».
Même si Isidore n’est pas naïf au point d’accepter des explications populaires farfelues, il s'en tient à une méthode étymologique qui procède par approximations et combinaisons de mots au besoin. Voici comment il analyse le nom de l'ours en se basant sur un vers latin célèbre :
On dit que l’ours (ursus) est ainsi nommé de ce qu’il forme ses petits avec sa gueule (ore suo), quasiment orsus. On dit en effet qu’il engendre des petits informes qui naissent comme des morceaux de chair, que la mère transforme en membres en les léchant. De là ce [vers] qui suit : « L’ourse façonne avec sa langue le petit qu’elle a engendré. » Mais la raison en est une naissance avant terme. Tout au plus, l’ourse met bas au trentième jour ; cette courte gestation produit des êtres informes,

### Un travail de compilation
L'ouvrage s'attache aussi à fournir des données exhaustives et pratiques. Ainsi, le livre I, qui porte sur la grammaire, détaille la nature des mots de la langue et énumère au chap. 21 les divers signes utilisés pour la correction et l'annotation des manuscrits : séparer des paragraphes, vers à permuter, passage interpolé, beau passage, inconvenance, etc.
Cette synthèse du savoir antique intègre aussi des données de la Bible. Ainsi, le Paradis terrestre est dûment localisé au livre XIV, dans la section où il est question de la géographie de l'Asie. Isidore précise que le terme grec paradis se traduit par jardin en latin, et se dit Eden en hébreu, signifiant délices.
Fidèle à sa mission de compilateur, Isidore préfère décrire le monde à travers les auteurs qu'il a lus plutôt qu'à partir de sa propre expérience. Ainsi, lorsqu'il est question des types de parchemin, au lieu de se baser sur son scriptorium, il copie ce qu'en a dit Pline. Des pratiques qu'il décrit comme étant d'usage « courant » peuvent renvoyer à l'époque de ses sources, plusieurs siècles auparavant. Ses descriptions de l'Espagne et même de Séville sont sommaires et de type livresque.

## Attitude critique
Isidore se montre critique à l'égard de certaines superstitions. Ainsi, il rejette la croyance selon laquelle la présence d'une patte de tortue sur un bateau pourrait en retarder la course. De même il nie tout pouvoir prédictif à l'astrologie et aux horoscopes : « Ces horoscopes sont indéniablement contraires à notre foi et devraient être ignorés par les chrétiens ». Rapportant la pratique ancienne des augures, en vigueur dans la Rome antique, Isidore la rejette en disant que « ce serait un péché de croire que Dieu confierait ses conseils à des corbeaux ».
Isidore recourt à la théorie de l'évhémérisme en ce qui concerne les dieux de la mythologie romaine : ceux-ci seraient tout simplement des hommes exceptionnels qui, après leur mort, ont fait l'objet d'un culte. Dans ce même chapitre, il rejette la tradition selon laquelle les noms des dieux étaient des allégories du monde physique : Cronos pour le temps, Neptune pour l'eau, et ainsi de suite.
Dans la section sur les monstres, au chapitre (XI), Isidore énumère un certain nombre d'espèces dont les explorateurs de l'époque affirmaient avoir entendu parler au cours de leurs voyages dans des pays lointains. Il y aurait ainsi en Inde des cynocéphales et des cyclopes ; en Libye vivraient les Blemmyes, hommes sans tête, avec les yeux et la bouche dans le dos ; ailleurs, on trouverait des hommes sans nez, d'autres avec une lèvre inférieure si grande qu'elle peut couvrir le visage et le protéger du soleil, etc. Isidore rapporte ces données en minutieux lexicographe, sans se prononcer sur leur existence, disant seulement que certaines personnes croient de telles choses. Il rejette toutefois l'existence de nombreuses créatures mythologiques, comme les Gorgones, les sirènes, le chien Cerbère, etc.

## Importance de cet ouvrage
Au VIIe siècle, alors que le monde ancien était en plein bouleversement et que la religion chrétienne avait atteint une position dominante, il y avait débat sur l'opportunité de continuer à étudier et à transmettre le savoir des païens. Augustin d'Hippone avait tranché la question dans son traité De Doctrina christiana en « incitant les chrétiens à tirer parti des sciences que leur a transmises l'antiquité profane, à les connaître pour les mettre au service d'une culture proprement chrétienne, à être assez instruits pour atteindre à une meilleure interprétation de l'Écriture sainte, de la Parole de Dieu. » Isidore se base sur cette autorité pour construire son encyclopédie. De par sa formation et sa remarquable bibliothèque, il  avait un accès direct à la culture antique. Il a voulu sauvegarder pour les générations à venir cet héritage.
Son ouvrage eut un succès considérable et « a amplement contribué à maintenir, de l'Antiquité à la Renaissance, la survie du patrimoine humain constitué par les connaissances des anciens […] Il a fondé les règles du genre encyclopédique tel que celui-ci vivra au Moyen Âge». De nombreuses copies manuscrits des Origines ont été réalisés au Moyen Âge en Espagne, en France et en Italie, témoins de l'intérêt porté à cet ouvrage.

## Contenu
| Livre | Titre latin                                                   | Équivalent                                           |
| ----- | ------------------------------------------------------------- | ---------------------------------------------------- |
| I     | de grammatica                                                 | Grammaire                                            |
| II    | de rhetorica et dialectica                                    | Rhétorique et logique                                |
| III   | de quatuor disciplinis mathematicis                           | Arithmétique, géométrie, musique et astronomie       |
| IV    | de medicina                                                   | Médecine                                             |
| V     | de legibus et temporibus                                      | Lois et chronologie                                  |
| VI    | de libris et officiis ecclesiasticis                          | Livres et offices ecclésiastiques                    |
| VII   | de deo, angelis, sanctis et fidelium ordinibus                | Dieu, les anges et les saints                        |
| VIII  | de ecclesia et sectis diversis                                | L'Église et les sectes                               |
| IX    | de linguis, gentibus, regnis, militia, civibus, affinitatibus | Langues, nations, royaumes, armée, citoyens, parents |
| X     | de vocabulis                                                  | Étymologies                                          |
| XI    | de homine et portentis                                        | L'homme et les monstres                              |
| XII   | de animalibus                                                 | Zoologie                                             |
| XIII  | de mundo et partibus                                          | Cosmographie                                         |
| XIV   | de terra et partibus                                          | Géographie physique                                  |
| XV    | de aedificiis et agris                                        | Architecture et topographie                          |
| XVI   | de lapidibus et metallis                                      | Minéralogie et métallurgie                           |
| XVII  | de rebus rusticis                                             | Agriculture                                          |
| XVIII | de bello et ludis                                             | Science militaire et jeux                            |
| XIX   | de navibus, aedificiis et vestibus                            | Navires, édifices et vêtements                       |
| XX    | de penu et instrumentis domesticis et rusticis                | Provisions de bouche et ustensiles domestiques       |